# Charlotte Guest
Lady Charlotte Elizabeth Guest, (nascida Bertie) (19 de maio de 1812—15 de janeiro de 1895), foi uma tradutora e empreendedora britânica. Figura destacada no estudo da literatura e da língua galesa, ela foi reconhecida por seu trabalho pioneiro de tradução de importante obra da literatura da Idade Média, o Mabinogion.